# Агапије Ватопедски
Преподобни Агапије је био послушником некога духовника при манастиру Ватопеду. Ухваћен од морских разбојника и продан као роб у Магнезији. После дванаест година чудесно ослобођен и враћен у манастир Ватопед помоћу Пресвете Богородице. Крстио своје првашње господаре и био им духовник. Остатак живота провео у подвигу у Ватопеду, и скончао мирно у Господу.
Српска православна црква слави га 1. марта по црквеном, а 14. марта по грегоријанском календару.